# Нерва
Не́рва, уроджений Марк Кокце́й Не́рва (лат. Marcus Cocceius Nerva; 8 листопада 30 — 27 січня 98) — римський імператор з 18 вересня 96 по 27 січня 98, засновник династії Антонінів та перший з «П'яти добрих імператорів».

## Кар'єра
Марк Кокцей Нерва походив з древньої аристократичної родини італіків. Він народився в етруському місті Нарні, на північ від Риму. Дід Нерви колись обіймав посаду консула і навіть був не тільки близьким другом, але і далеким родичем імператора Тиберія. Нерва, будучи визначним правником, належав до тієї частини римських інтелектуалів, якій дивом вдалося пережити утиски Нерона. Але багато в чому це пояснюється тим, що Нерва був серед небагатьох римських аристократів, яких Нерон дуже поважав (передусім завдяки написаним майбутнім імператором віршам та його надзвичайним артистичним здібностям, що імпонували Нерону, який вважав себе великим актором та знавцем мистецтва). Проте справжній кар'єрний ріст Нерви відбувся за часів правління Веспасіана. За імператора Веспасіана він уперше отримав посаду консула в 71 році.

## Прихід до влади
Після вдалого заколоту проти Доміціана, вже підстаркуватий сенатор Нерва був проголошений імператором. Завдяки чітко продуманому плану не виникло ніяких повстань інших претендентів на престол. Сенат проголосив damnatio memoriae (прокляття пам'яті) Доміціана, але Нерва був занадто поблажливий до донощиків та людей, що отримали нагороду (часто незаслужено) від попереднього імператора. Подібну терпимість зустріли вкрай негативно, особливо пропозицію імператора призначити префектом преторії людину, яка займала цю посаду за Доміціана. Крім того, новий префект, взявши в свої руки владу над преторіанською гвардією, зажадав видачі вбивць попереднього імператора, яких потім було вбито.

## Криза та всиновлення Траяна
У результаті, в жовтні 97 року проти Нерви спалахнуло повстання легіонерів, які намагалися посадити на престол нового імператора, вже із солдатського середовища. За цих обставин, зрозумівши, наскільки слабка його влада, Нерва (будучи правником) придумав систему, яка забезпечила процвітання Римської імперії протягом наступного століття — за цією системою імператор (званий також «август») повинен був ще за життя призначити собі наступника та співправителя (відомого як «цезар»). Причому вибирати цезаря треба було незалежно від родинних зв'язків, а тільки за його власними якостями. З метою закріплення влади цезаря його усиновлював август.
Коли преторіанці захопили імператорський палац на пагорбі Палатин, Нерві не вдалося врятувати деяких своїх чиновників. Але він поступив мудро, зробивши своїм співправителем і наступником (тобто цезарем) популярного воєначальника з Іспанії — Марка Ульпія Траяна.

## Політика
Незважаючи на короткий термін правління, Нерва запровадив низку сприятливих реформ: вперше створив аліментаційні фонди, які надавали допомогу бідним, провів скуповування та розподіл земельних володінь, увів різноманітні фінансові пільги та розширив будівництво в Римі. Стан державної казни був істотно виправлений завдяки тимчасовому скасуванню гладіаторських боїв та значним приватним пожертвуванням. Ці внески дозволили Нерві за невеликий термін побудувати в Римі форум Нерви, закладений ще за Доміціана. Ці реформи продовжили Траян та інші імператори з династії Антонінів, тому часто приписують саме їм, хоча справжнім ініціатором був Нерва.
Загалом за два роки свого правління Нерва здійснив цілу низку заходів, що змінили зовнішній вигляд Риму і значно покращили інфрастуктуру міста: бідним мешканцям було подаровано значні земельні ділянки (причому імператор особисто продав практично все своє майно, аби виплатити ціну цих ділянок, а також витрати й борги, що залишилися від попереднього правління), акведуки Італії, які постачали воду мешканцям головних міст, було відремонтовано, реставровано та відбудовано, а забезпеченість Риму зерном різко зросла. Жертв доміціанівських репресій було реабілітовано, а свідоцтва звірств свого попередника Нерва показав громадськості. Римлянам, які стали за Доміціана вигнанцями, не тільки дозволялося повернутися, але й повертали конфісковане майно. Прибічники Доміціана, своєю чергою, за імператора Нерви самі опинилися в невигідному становищі (власне, сам імператор не ініціював ніяких репресій, проте він дозволив жертвам Доміціана мститися своїм колишнім гнобителям). Свідоцтвом послаблення державного тиску та відходу від деспотичних традицій, що зміцнювалися імператорською владою з часів Тиберія, стало припинення Нервою будь-яких процесів про образу гідності імператора, які були надзвичайно поширені за часів Доміціана.

## Репутація

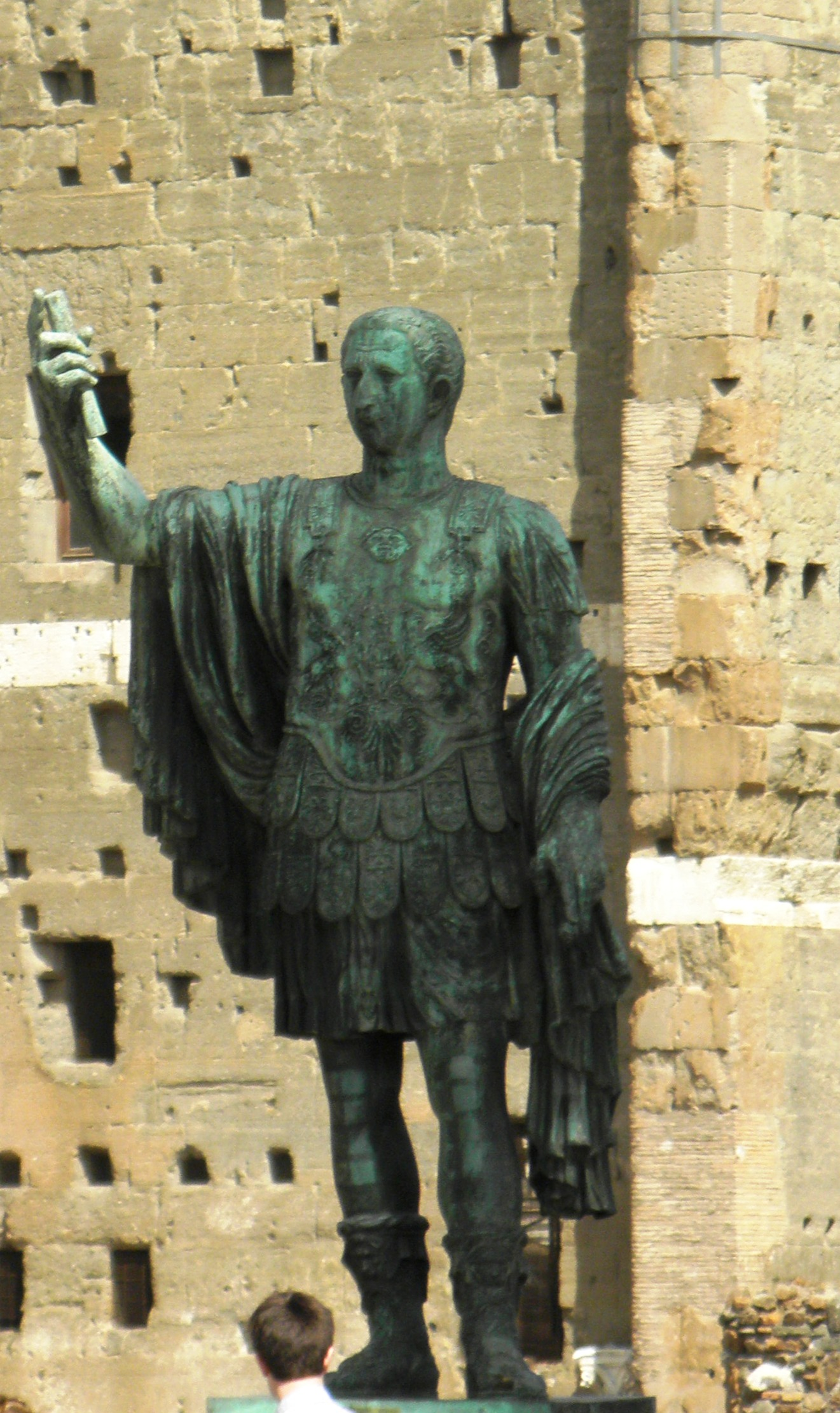
Пам'ятник імператору Нерві в Римі

Після смерті Нерву, як і його попередників, правління яких визнали вдалим, обожнив Сенат; його наступником став Траян. У пам'яті римлян Нерва залишився як один із найблагодійніших імператорів, хоча йому було відведено такий короткий термін правління. Найбільший римський історик Тацит, сучасник імператора, писав про Нерву, що «йому вдалося об'єднати разом речі, які досі були несумісні — принципат і свободу».